# Philinosz (orvos)
Philinosz (1. század?) görög orvos
Életéről mindössze annyit tudunk, hogy Kósz szigetéről származott. Galénosz idéz a munkájából, amely a gyógynövényekről és azok gyógyhatásairól szólt.